# Mittelbühlgraben
Der Mittelbühlgraben ist ein Bach im mittelfränkischen Landkreis Weißenburg-Gunzenhausen.

## Geographie

### Verlauf
Der Bach entspringt an der Verbindungsstraße Störzelbach–Weimersheim, nahe dem Flüglinger Berg auf einer Höhe von etwa 458 m ü. NHN. Er durchfließt den Ellinger Wald, unterquert dann die Bahnstrecke Treuchtlingen–Nürnberg und die Bundesstraße 2 und mündet schließlich nach wenig über 4 km Flussstrecke auf einer Höhe von ungefähr 389 m ü. NHN südlich von Ellingen in die Schwäbische Rezat.
Auf seinem 4,2 km langen Weg überwindet der Bach einen Höhenunterschied von etwa 69 m, was einem mittleren Sohlgefälle von 16 ‰ entspricht.

### Einzugsgebiet
Der Mittelbühlgraben entwässert ein 6,1 km großes Einzugsgebiet über die Schwäbische Rezat, die Rednitz, die Regnitz, den Main und den Rhein zur Nordsee.
Das Einzugsgebiet grenzt
- im Südosten an das des Himmelreichgrabens, einen Zufluss der Schwäbischen Rezat
- im Süden an das des Weimersheimer Bachs, ebenfalls ein Zufluss der Schwäbischen Rezat
- im Westen an das de Störzelbachs, ein Zufluss der Altmühl
- und im Norden an das des Hörleinsgrabens und des Riedgrabens, beide Zuflüsse der Schwäbischen Rezat.

Am Oberlauf dominieren Felder, der mittlere Bereich ist bewaldet und im Mündungsbereich wird durch Grünland geprägt.